# Bar Kokhba Sextet
Bar Kokhba Sextet je jedním z mnoha projektů amerického avantgardního skladatele Johna Zorna. Sextet sestává ze členů skupiny Masada a je spjat s vydavatelstvím Tzadik.

## Obsazení
- John Zorn: skladatel
- Cyro Baptista: perkuse
- Joey Baron: bicí
- Greg Cohen: kontrabas
- Mark Feldman: viola
- Erik Friedlander: cello
- Marc Ribot: kytara

## Diskografie
- 1998 – The Circle Maker – Disc Two: Zevulun
- 2005 – 50th Birthday Celebration Volume 11
- 2008 – Lucifer: Book of Angels Volume 10